# Tuinwijk (Utrecht)
Tuinwijk is een buurt in de subwijk Votulast in de wijk 'Noordoost' in Utrecht, de hoofdstad van de Nederlandse provincie Utrecht. Tuinwijk ligt ten zuiden van Tuindorp. Administratief bestaat het uit twee buurten: Tuinwijk-West telde in 2008 2440 inwoners en Tuinwijk-Oost 2530.
Tuinwijk is na 1900 ontstaan. De buurt heeft een sterk wisselend karakter. In de omgeving van de rooms-katholieke Josephkerk, die net in de aangrenzende Staatsliedenbuurt ligt, is een armer deel, terwijl verderop aan de Van der Mondestraat betere middenstandhuizen zijn gebouwd.
Tuinwijk heeft een bijzonder gedeelte: 'De Tuinwijk'. Dit is een karakteristiek in Amsterdamse school opgetrokken gedeelte. Inmiddels kreeg dit de status van rijksmonument. Dit stuk verbindt het armere deel van de Van der Mondestraat met het 'rijkere' deel. De Tuinwijk is vanaf 1921 gebouwd met de stenen die overbleven na de bouw van De Inktpot, het derde hoofdgebouw van de Nederlandse Spoorwegen, afgekort HGB III. In 2008 en 2009 is 'De Tuinwijk' geheel gerenoveerd. Naast de Tuinwijk is er veel meer volgens de  Amsterdamse School gebouwd. "Het Badhuis", voorheen het Vijfde Volksbadhuis, is nu hotel en restaurant Badhuis. Het transformatorhuisje in de Burmanstraat, hoek Melis Stokestraat en de De Gerardus Majella School aan de van der Mondestraat vormen enkele belangwekkende uitingen van de Amsterdamse school. 
Tuinwijk wordt behalve door de Van der Mondestraat nóg tweemaal doorsneden. Allereerst door het 'Zwarte Water', de voormalige vaart waarlangs in vroegere tijden turf werd aangevoerd. Bij de bouw van Tuinwijk kwam het Zwarte Water van pas bij het vervoer van de stenen waarmee de huizen werden opgetrokken. Later was het Zwarte Water een waar paradijs voor ratten; veel aanwonenden waren dan ook blij toen het in 1964 werd gedempt.
Ten tweede is er de Willem van Noortstraat, die via het Willem van Noortplein overloopt in de Pieter Nieuwlandstraat. Hier reed ooit de bus tot het eindpunt de Pieter Nieuwlandstraat.  Dit is de levensader van de buurt, hier bevond zich ook het postkantoor en een keur aan middenstand.

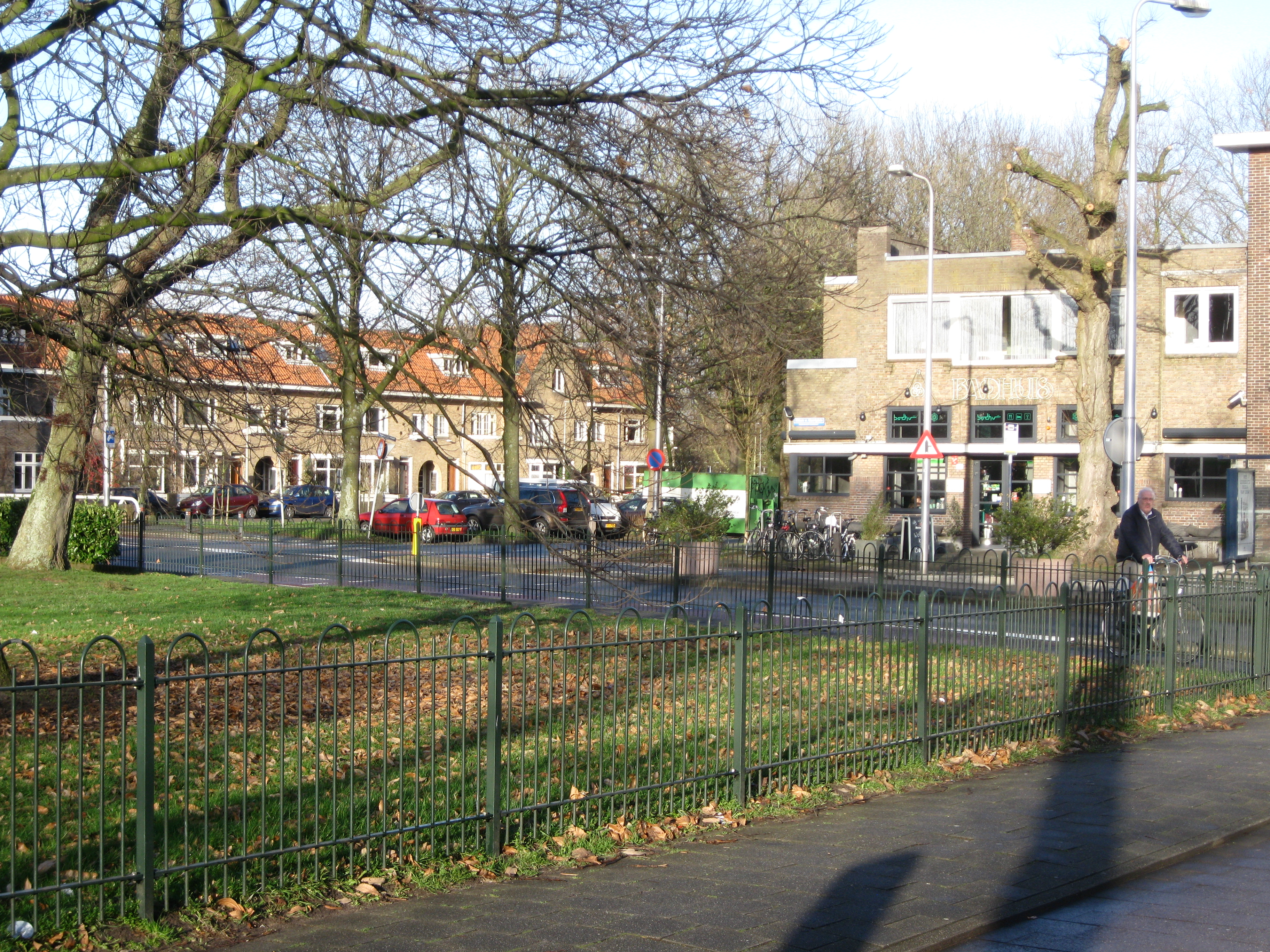
Tuinwijk Willem van Noortplein januari 2014

Nu zijn er in de Willem van Noortstraat vooral veel afhaalgelegenheden voor eten en op het Willem van Noortplein is de centrale winkel van de buurt. Het voormalige postkantoor aldaar is omgebouwd tot een Albert Heijn.
Tuinwijk is een relatief groene buurt. Het Willem van Noortplein heeft een groen hart. Ook is er het Majoor Bosshardt-plantsoen met de bibliotheek, het grote Griftpark en het kleine 't Lommer verscholen achter de Floris Heermalestraat.
Een bekende inwoner van Tuinwijk was Tonny van der Linden, de midvoor van het kampioenselftal van DOS, de voorloper van FC Utrecht. Hij dreef een sigarenzaak aan het Willem van Abcoudeplein. Andere bewoners van Tuinwijk waren of zijn: Ella Vogelaar en Len Munnik